# Epimetopus steineri
Epimetopus steineri (лат.) — вид жуков рода Epimetopus из семейства Epimetopidae. Эндемик Эквадора.

## Описание
Водные жуки мелкого размера, вытянутой формы, слабо выпуклые. Длина тела около 2 мм. Голова чёрная, дорзум красный, вентер и тазики темно-коричневые, максиллярные щупики коричневые. Габитус этого вида очень похож на габитус некоторых других представителей группы E. costatus; отличается строением эдеагуса, который имеет крупную срединную лопасть отчетливой формы, наиболее широкая примерно на середине длины, сужающаяся к вершине, затем слегка расширяющаяся к вершине. Внутренний мешок имеет множество тонких гребней и спикул. Его можно сравнить с E. transversoides, но срединная лопасть имеет иную форму и значительно крупнее. Углубления передних тазиков закрытые сзади; метастернум с однообразной скульптурой, без отграниченной гладкой области. Пронотум нависает над головой в виде выступа. Усики состоят из 9 антенномеров. Глаза крупные. Лапки 5-члениковые.

## Таксономия
Вид был впервые описан в 2012 году в ходе родовой ревизии, проведённой американским колеоптерологом Филипом Перкинсом и назван в честь опытного коллекционера, давнего друга и коллеги Уоррена Э. Штайнера (Warren E. Steiner), собравшего часть типовой серии.